# VERTERE
VERTERE（バテレ）は、東京都西多摩郡奥多摩町で地ビールを醸造しているブルワリー。

## 概要
高校時代から仲の良かった鈴木光と辻野木景は、共に東京農業大学に進学した。在学中に2人で事業を起こそうという話はまとまるが、何の事業にするかはありきたりなアイデアしか出ず、卒業後、資金を貯めるために、辻野は実家で働き、鈴木は就職した。その間、辻野は16時くらいには実家の仕事が終わるような生活で、飲み歩きしている時にクラフトビールと出会う。アメリカではクラフトビール市場が大きいため、日本での市場にも将来性を感じ、当時の日本のクラフトビールのレベルが日本国外のクラフトビールと比べて低かったことから、職人気質のある辻野なら勝負になると判断し、クラフトビールのブルワリーを起業することを決意する。当初は辻野がクラフトビールと出会ったビール工房のある高円寺など都心で場所を探したが、地代など資金面で難航する。そんなとき、ブルワリー設立を聞いた辻野の父の知人から、若者の人口減もあって奥多摩に誘われる。紹介された古民家は、もともとは株式会社東京・森と市庭でカフェか何かを開店しようと検討されて、立ち消えになっていた物件であった。古民家を醸造所にすると決めたが、8ヶ月ほどは建物の改修に癒すことになった。
2014年12月に会社を設立。2015年7月に改修工事が終わり、ビアカフェとしてオープンする。そこで醸造免許の申請が行えるようになり、同年12月に醸造免許を取得。2016年2月にはオリジナルのビールを提供できるようになった。
場所がら、登山やサイクリング、トレッキングなどを目的に奥多摩に来た人が下山したときに寄るようなことが多かったが、清野明が著作『山を下りたら山麓酒場』（交通新聞社）に採り上げたことから、下山スケジュールを変更して来店する客が増え、醸造したビールを店だけで消費するような人気店に成長した。奥多摩に飲食店が少ないこともあるが、奥多摩の地元住民にも来店者は多い。
2017年にはインディーズレーベルのVegetable Recordとコラボレーションし、瓶にそのビールに合わせた音楽のダウンロード先URLをQRコードで記した音楽ダウンロードコード付き瓶ビール「Craft Beer Bottle Series」を発売した。

## 代表的なスタイル
代表的なスタイルを以下に挙げる。
- Golden
- Session IPA
- Belgian Wheat

## 参考書籍
- 清野明『山を下りたら山麓酒場』交通新聞社〈散歩の達人POCKET〉、2015年。ISBN 978-4330613154。